# LeGrand Van Uitert
LeGrand Gerard Van Uitert, genannt Larry, (* 6. Mai 1922 in Salt Lake City, Utah; † 1999) war ein US-amerikanischer Chemiker, der mit Joseph E. Geusic 1964 den Nd:YAG-Laser entwickelte.
Van Uitert studierte an der George Washington University mit dem Bachelor-Abschluss 1949 und an der Pennsylvania State University mit dem Master-Abschluss in Chemie 1951 und der Promotion 1952. Er war Chemiker bei den Bell Laboratories.
Nachdem Leo F. Johnson und K. Nassau 1961 den ersten Neodym-Kristall-Laser bei den Bell Labs entwickelt hatten, erzielte Van Uitert mit Ralph R. Soden und Scotch Plains 1961 den ersten Dauerstrich-Betrieb (cw) mit einem Festkörperlaser, der mit Seltenen Erden dotiert war. 1964 entwickelte Van Uitert mit Geusic (sowie Richard G. Smith, H. M. Marcos, Bob Thomas, Leo Johnson) bei den Bell Labs den ersten funktionierenden Nd:YAG Laser.
Van Uitert erhielt 1966 mit Geusic das Patent auf den Neodym-YAG Laser. Mit Geusic erhielt er 1993 den R. W. Wood Prize und 1992 den Quantum Electronics Award der IEEE. 1975 erhielt er die Howard N. Potts Medal und 1976 den IRI Achievement Award. 1981 erhielt er den James C. McGroddy Prize for New Materials der American Physical Society für die Entdeckung und Entwicklung einer Reihe von Materialien von fundamentaler Bedeutung in der magnetischen und optischen Technologie, einschließlich Mikrowellen-Ferrite, Garnete für Magnetblasenspeicherelemente und Laser, Orthovanadat-Phosphor, Molybdate und Niabate für elektrooptische Elemente und Borsilikat-Gläser für optische Wellenleiter. 1978 erhielt er den Creative Invention Award der American Chemical Society und 1971 den W. R. G. Baker Award des IEEE.
Er war Mitglied der American Chemical Society und der National Academy of Engineering.

## Schriften
- Geusic, H. M. Marcos, Van Uitert Laser oscillations in Nd-doped Yttrium Aluminium, Yttrium Gallium and Gadolinium Garnets, Applied Physics Letters, Band 4, 1964, S. 182–184